# ینس لوندکویس
ینس لوندکویس (سوئدی: Jens Lundqvist؛ زادهٔ ۲۹ اوت ۱۹۷۹) تنیس‌باز اهل سوئد است. وی در بازی‌های المپیک تابستانی ۲۰۰۸ و ۲۰۱۲ شرکت کرده‌است.